# Xylophanes evana
Xylophanes evana är en fjärilsart som beskrevs av George Francis Hampson 1901. Xylophanes evana ingår i släktet Xylophanes och familjen svärmare. Inga underarter finns listade i Catalogue of Life.